# BMW X3 (E83)
Le BMW X3 (désignation interne E83) est un SUV compact proposé par le constructeur automobile allemand BMW entre début 2004 et mi-2010. Fin août 2010, la production de l'E83 a pris fin.

## Historique du modèle

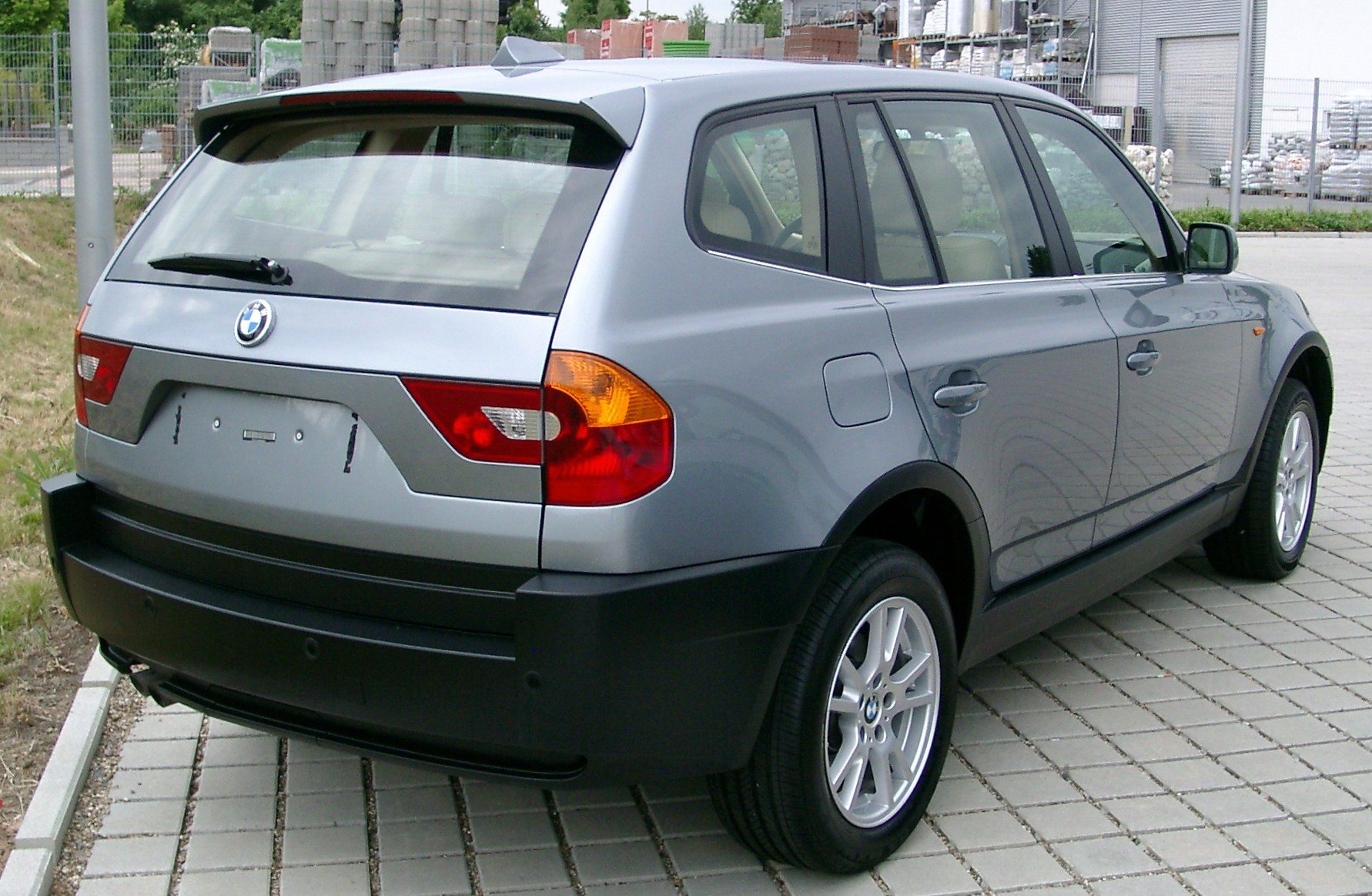
Vue arrière

Le "petit frère" du X5 type E53, et plus tard type E70, a été présenté au Salon de l'automobile de Francfort (IAA) 2003 et a été mis sur le marché à partir de janvier 2004.
Lors de l'IAA 2005, le concept X3 EfficientDynamics, un concept car à propulsion hybride (désignation Active Hybrid par BMW), a été présenté.
La version révisée de l’E83 est sortie le 23 septembre 2006.
La voiture a été conçue par Magna Steyr et construite dans leur usine de Graz, en Autriche.
La production du BMW E83 s'est terminée le 31 août 2010. Au total, 614 824 véhicules ont été produits. Le successeur, le F25, n'était plus produit chez Magna Steyr, mais dans l'usine américaine BMW US Manufacturing Company à Greer, en Caroline du Sud.

## Restylage
Le X3 a été restylé à l'automne 2006. Des petits détails sur les phares, la double calandre, la jupe avant, les feux arrière, la jupe arrière et surtout l'intérieur controversé ont été modifiés. A l'exception du moteur essence quatre cylindres, la gamme de moteurs a également été revue, avec l’introduction d’un moteur diesel de 2,0 litres à l'automne 2009. Un autre modèle, le 3.0sd avec entraînement biturbo, a été introduit.

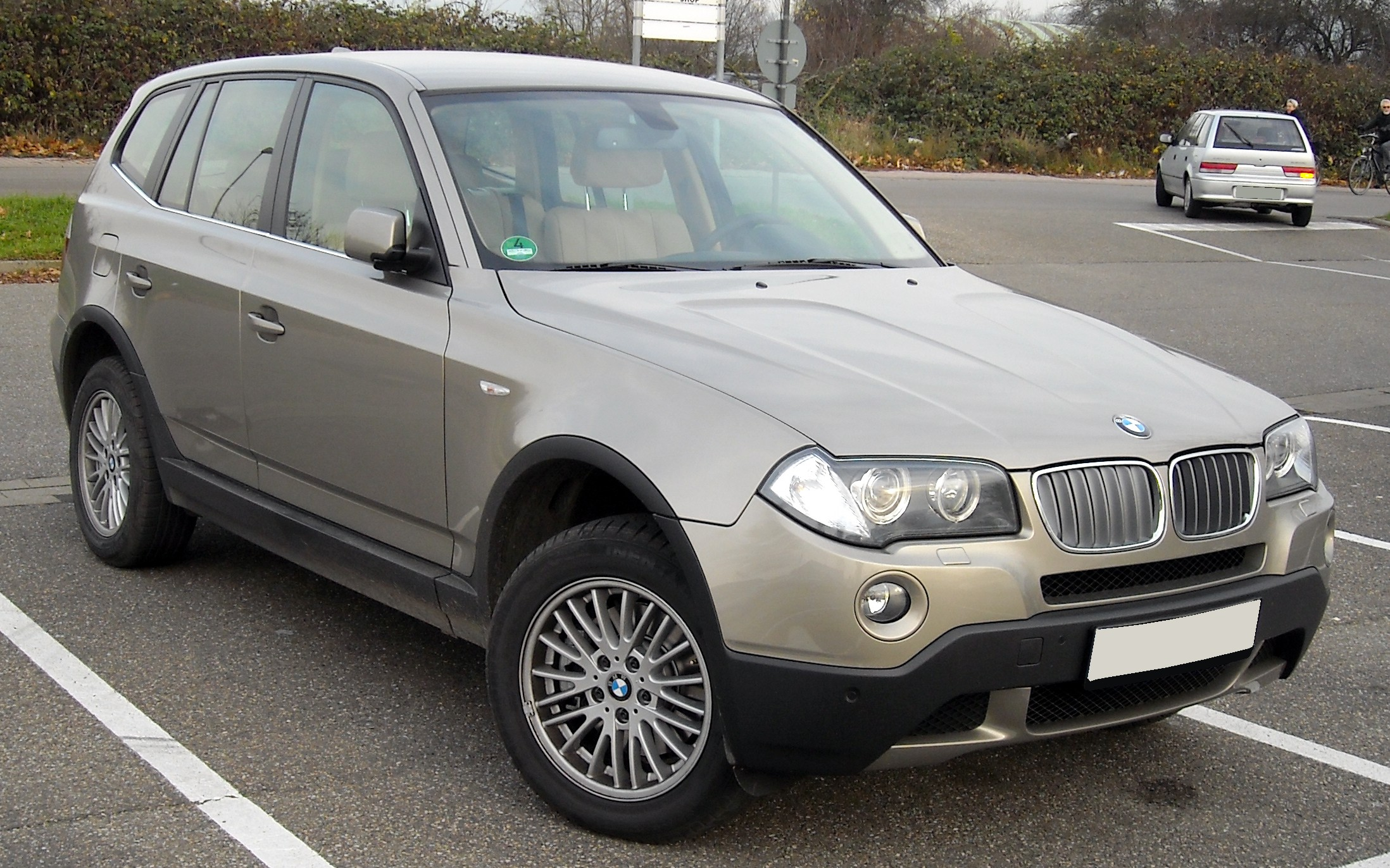
BMW X3 (2006–2010)
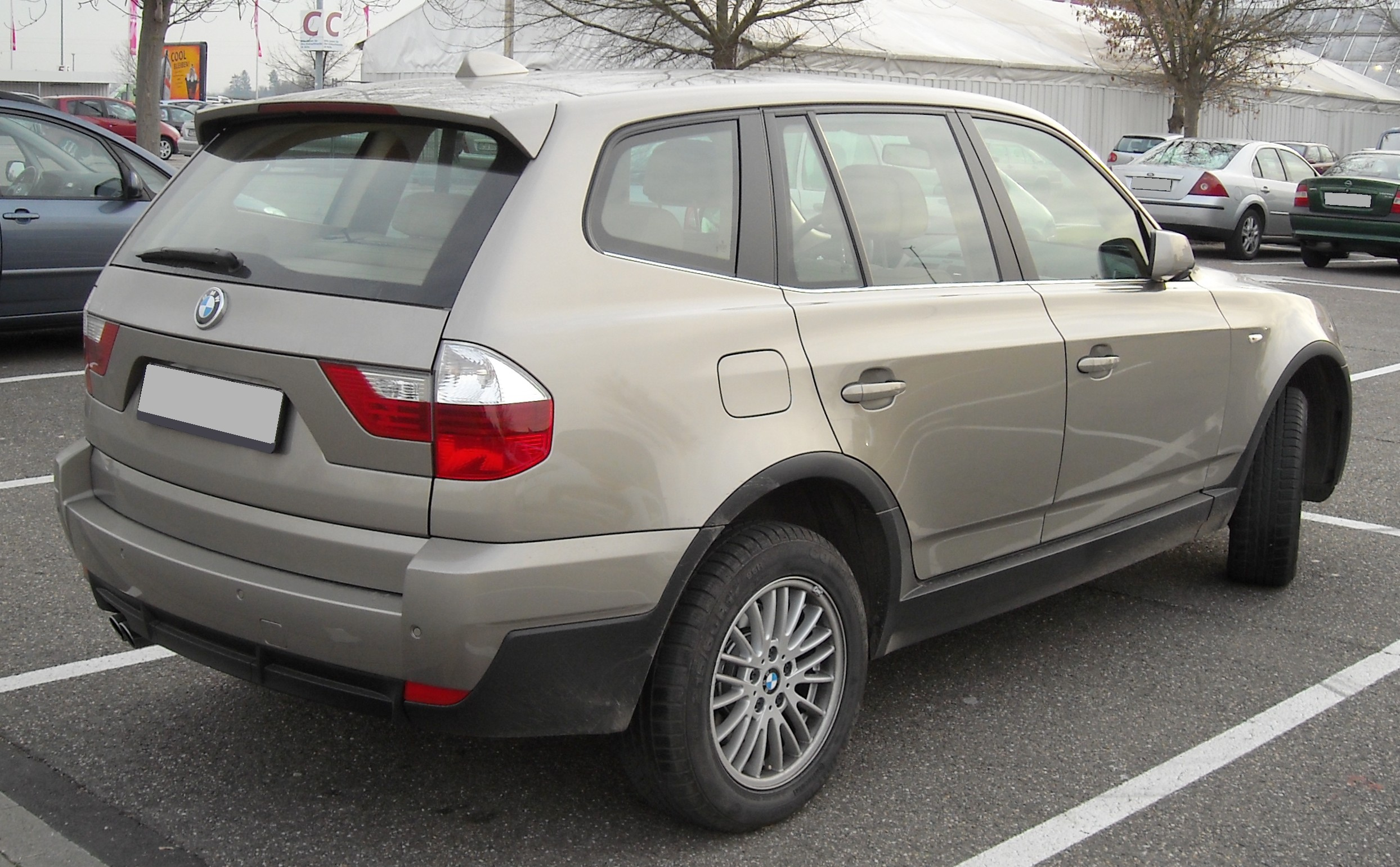
Vue arrière
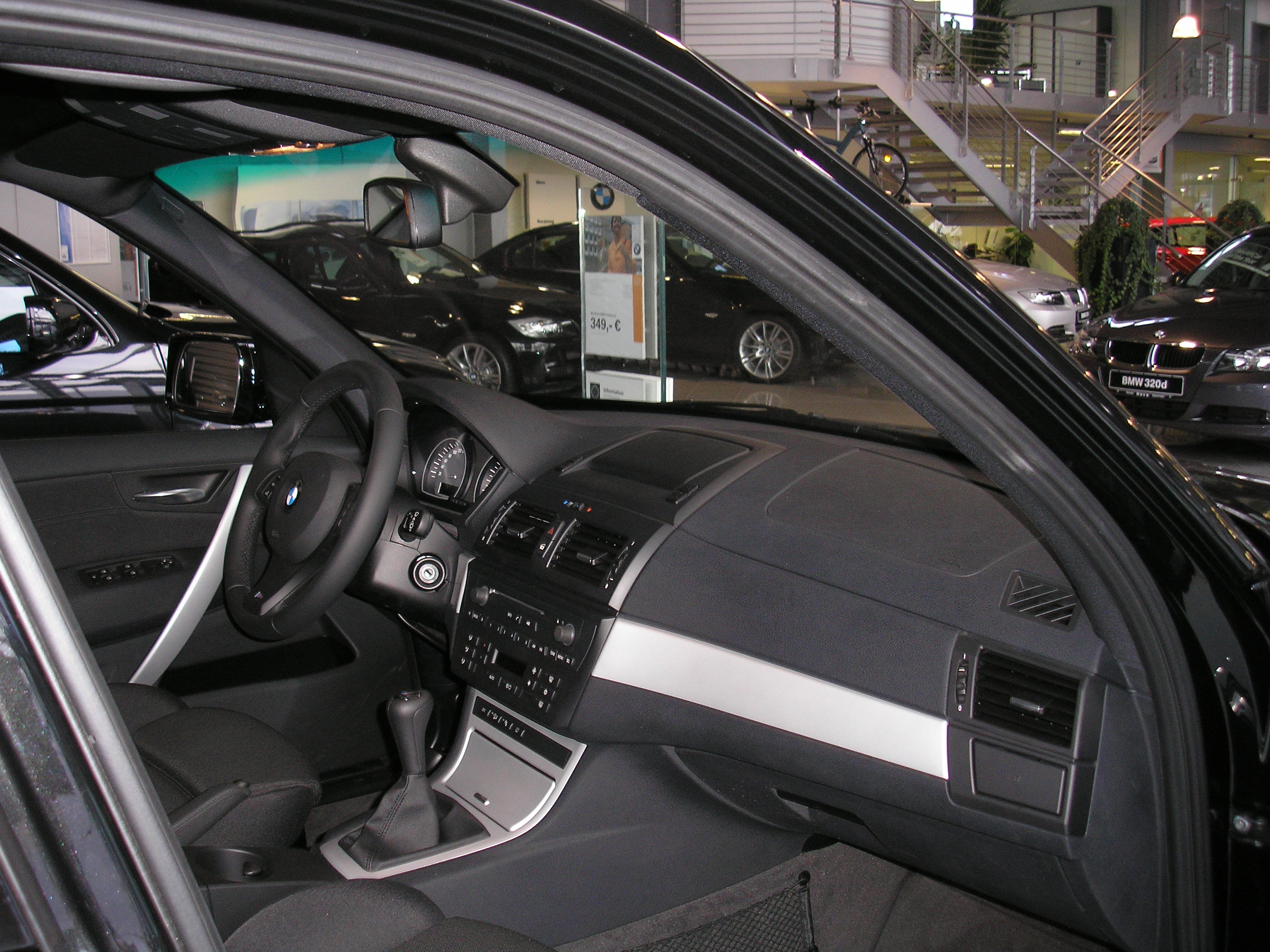
Intérieur

## Carrosserie
Le X3 n'est que légèrement plus petit que son grand frère, le X5 (E53), et propose même (mesuré depuis le bord inférieur de la vitre) un coffre plus grand de 20 litres (480 litres). En raison de ses dimensions compactes, il a l'air plus sportif et moins encombrant que son grand frère, le X5.

## Sécurité
Lors de l’essai de choc Euro NCAP de 2008, il a reçu quatre étoiles (28 points) pour la sécurité des occupants et quatre étoiles sur cinq (39 points) pour la sécurité des enfants. Il a obtenu cinq points et une étoile sur quatre possibles pour la sécurité des piétons. Le X3 dispose d'appui-tête actifs qui avancent après un certain impact.

## Équipement
À partir de septembre 2008, l'Exclusive Edition et le Lifestyle Edition étaient disponibles. À partir de mars 2009, la finition M Sport a été complétée par le Limited Sport Edition.

## Moteurs
Les modèles se différencient par la cylindrée et le type de moteur. Le nombre indique la capacité approximative en litres, tandis que la lettre représente le type de moteur (i=moteur essence, d=moteur Diesel).
Tous les modèles sont équipés d’usine de la transmission intégrale XDrive, qui répartit le couple et la puissance du moteur entre les essieux avant et arrière selon les besoins.
À partir d'août 2008, comme pour les modèles de BMW équipés du xDrive, tous les modèles de X3 étaient désignés par «xDrive» et la spécification du moteur qui s'y rattache. Contrairement à avant, la cylindrée n'est plus précisée correctement, mais se base sur la désignation des autres modèles du constructeur. Par exemple, le X3 3.0 sd s'appelait désormais xDrive35d.
Aux États-Unis, le modèle n'a jamais été proposé avec un moteur diesel.

## Chiffres de vente
En 2005, BMW a vendu 20 % de X3 en plus qu'en 2004, portant les ventes à 110 700 véhicules. Le 18 juin 2008, le 500 000e X3 est sorti de la chaîne de montage de Graz. Environ les deux tiers ont été livrés avec le moteur diesel de 2,0 litres, mais les modèles diesel n'avaient un filtre à suie qu'à partir de 2005. Le moteur diesel de 3,0 litres occupait la deuxième place avec 25 % des ventes. Seuls sept à neuf pour cent des ventes concernaient des véhicules à moteur essence.

## Récompenses
- "Ange jaune" 2008 dans la catégorie qualité[10]
- "Ange jaune" 2009 dans la catégorie qualité[10]

Au fil du temps, il est devenu évident que les ressorts de l'essieu arrière du X3 cassaient souvent.